# Цайдам
Цайдам (Цайдамска котловина) (на китайски: 柴達木盆地; на пинин: Cháidámù Péndì) e обширна тектонска падина в Западен Китай, в провинция Цинхай.

## Географско положение, граници, големина
Котловината е разположена в северозападната част на провинция Цинхай, като на север е ограничена от планината Алтънтаг, на североизток от хребетите на планинската система на Наншан, а на юг и югозапад – от хребетите на планинската система на Кунлун. Дължина от запад-северозапад на изток-югоизток – около 700 km, ширина – от 100 до 300 km, площ – около 120 000 km², надморска височина – 2600 – 2900 m.

### Релеф, полезни изкопаеми
Северозападната част на котловината представлява пясъчно-глиненста равнина с отделни възвишения и ридове с участъци от бедленди и широко разпространени релефни форми в резултат на еоловото изветряне. Югоизточната част е по-ниска, отделена от северозападната с отстъп с височина до 100 m. Тук са разположени коркови солончаци с площ до 1600 km², възникнали на мястото на древни езера. В подножията на планините има наклонени равнини, образувани от съединили се един с друг наносни конуси образувани от временни реки.В котловината се разработват находища на нефт (Голмо, Манъяй) и каменна сол.

### Климат, води
Климатът на Цайдамската котловина е рязко континентален. Средна януарска температура – от -11 до -15°С, средна юлска температура – от 15 до 18°С, годишна сума на валежите – 25 – 50 mm (на изток – до 150 mm), които падат предимно през лятото. Зимата е почти безснежна. Северозападната част на котловината е практически безводна, а на югоизток, в понижените солончаци са разположени пресъхващите езера Давсан Нур, Холосун Нур и др., които се напълват с вода само по време на лятното пълноводие на реките с периодичен отток, водещи началото си от Кунлун.

### Растителност
На северозапад растителността е представена от единични петна от солянка (Salsola), реомюрия и зайсански саксаул (предимно по поречията на временните реки). Масивите от пясъци често са полузакрепени от тамариск и селитрянка (Nutraria). На югоизток в предпланинските райони и в местата с плитко залягащи грунтови (подпочвени) води се появяват пасища и тръстикови блата.

## Галерея
- Релефни форми на еолово изветряне в Цайдамската котловина
- Соленото езеро Чархан на север от Голмуд
- Добив на нефт
- Каменна кариера
- Цайдам (Qaidam Basin) на картата на т.нар. „Коридор Хъси“